# Siccia sagittifera
Siccia sagittifera là một loài bướm đêm thuộc phân họ Arctiinae, họ Erebidae.